# 一真海運

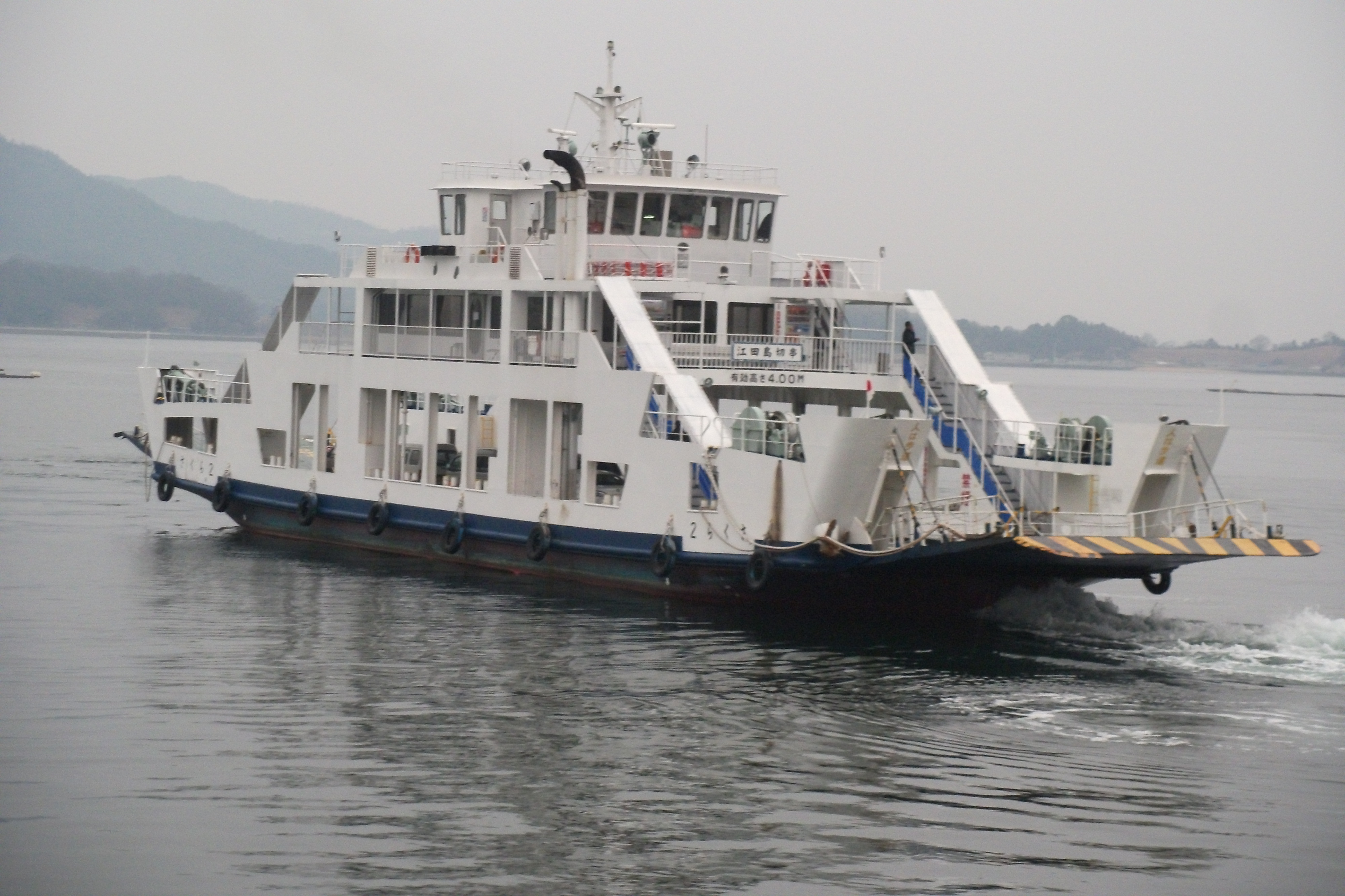
フェリー「さくら２」（呉港天応桟橋にて）

一真海運（いっしんかいうん）は、広島県呉市に本社を置く、海運会社。
2009年（平成21年）5月21日、中国運輸局から「呉ポートピアパーク〜切串航路」の経営許可を受けた。

## 航路
- 天応桟橋（呉ポートピアパーク隣接） - 切串港吹越桟橋（江田島市）フェリー